# Clerval (Doubs)
Clerval foi uma comuna francesa na região administrativa de Borgonha-Franco-Condado, no departamento de Doubs. Estendia-se por uma área de 11,83 km². Em 2010 a comuna tinha 1 221 habitantes (densidade: 103,2 hab./km²).
Em 1 de janeiro de 2017, passou a fazer parte da nova comuna de Pays-de-Clerval.